# Lasianthus foetidissimus
Lasianthus foetidissimus är en måreväxtart som beskrevs av Auguste Jean Baptiste Chevalier och Charles-Joseph Marie Pitard. Lasianthus foetidissimus ingår i släktet Lasianthus och familjen måreväxter.
Artens utbredningsområde är Vietnam. Inga underarter finns listade i Catalogue of Life.